# Gilbert Thiel
Gilbert Thiel (* 27. Oktober 1934 in Zürich; † 9. Januar 2012 in Buchen im Prättigau) war ein Schweizer Internist und Nephrologe, der sich klinisch und wissenschaftlich besonders auf dem Gebiet der Nierentransplantation hervorgetan hat.

Prof. Gilbert Thiel (1988)

## Leben und Leistung
Gilbert Thomas Thiel wuchs in Zürich auf. Von 1953 bis 1959 studierte er Humanmedizin in Zürich, Paris und Marburg an der Lahn. 1959 legte er das Medizinische Staatsexamen in Zürich ab. Von 1960 bis 1961 war Thiel Assistent am Institut für Pathologie des Universitätsspitals Zürich bei E. Uehlinger. 1961 wurde er promoviert (Polycythämie bei Nierengeschwülsten). Dann war Thiel 1961 bis 1965 Assistent an der Medizinischen Abteilung des Stadtspitals Waid in Zürich bei Otto Spühler, dem Entdecker der Analgetikanephropathie. Der Facharztprüfung Innere Medizin in Zürich folgte eine zweijährige Tätigkeit als Research Fellow in der Division of Nephrology and Transplantation am Peter Bent Brigham Hospital bei John P. Merrill an der Harvard Medical School in Boston (USA). Dort arbeitete Thiel experimentell (tubuläre Mikropunktion) mit einem Modell der akuten Niereninsuffizienz bei Ratten. Parallel dazu hatte er Gelegenheit zu klinischer Tätigkeit bei Merrill. Eine halbjährige Assistenz an der Clinic of Nephrology der Washington University in Seattle bei Baldwin H. Scribner rundete die Arbeit in den USA ab.
Nach der Rückkehr in die Schweiz wurde Thiel Medizinischer Leiter der Abteilung Organtransplantation am Universitätsspital Basel von 1969 bis 1999. 1972 erfolgte die Habilitation an der Universität Basel (Pathophysiologie der Crush-Niere). 1977 wurde Thiel ein Extraordinariat für Nephrologie an der Universität Basel übertragen. 1985 bis 1999 war er Leiter der Abteilung für Nephrologie und Organtransplantation am Universitätsspital Basel. 1998 erhielt Thiel das Ordinariat für Nephrologie und Organtransplantation an der Universität Basel. 1999 wurde er emeritiert. Seitdem führte er das Schweizerische Organ-Lebendspender-Register (SOL-DHR), das er 1993 gegründet hatte, bis 2010 weiter. Dieses erfasst alle Nieren-Lebendspender in den 6 Schweizer Transplantationszentren prospektiv und kontinuierlich, seit 2008 auch die Leber-Lebendspenden. Es geht dabei nicht nur um die Registrierung, sondern um zweijährliche ärztliche Untersuchungen und Interventionen, falls sich gesundheitliche oder finanzielle Probleme (Krankenkasse, Invalidenversicherung) abzeichnen.
Aus der Feder von Gilbert Thiel gingen 372 wissenschaftliche Publikationen hervor, davon 132 als Erst- und 121 als Senior-Autor. Er verfasste 71 Buchbeiträge.
1961 heiratete Gilbert Thiel die Ärztin Lieselotte Lehmann aus Zürich. Aus der Ehe gingen in den 1960er Jahren zwei Söhne hervor.
Gilbert Thiel verstarb am 9. Januar 2012 im Alter von 77 Jahren.

## Spezielle Funktionen und Ehrungen
- 1977 bis 1979 Präsident der Schweizerischen Gesellschaft für Nephrologie
- 1977 bis 1980 Präsident der Gesellschaft für Nephrologie (Westdeutschland, Österreich, Schweiz)
- Ehrenmitglied der Gesellschaft für Nephrologie der DDR. Thiel setzte sich besonders für den Zugang von Nephrologen aus der DDR zu Veranstaltungen der Schweizerischen Gesellschaft für Nephrologie ein.
- 1990 Franz-Volhard-Preis der Deutschen Gesellschaft für Nephrologie (Frankfurt am Main)
- 1993 bis 2010 Gründung und Leitung des Schweizer Organ-Lebendspender-Registers SOL-DHR
- 1994 bis 1999 Präsident der Kommission Nierentransplantation der Schweizerischen Gesellschaft für Nephrologie
- 1995 bis 1997 Präsident der European Society of Transplantation (ESOT)
- 1998 bis 2007 Präsident des Nationalen Forschungsprogramms "Implantate und Transplantate" (NFP 46) des Schweizerischen Nationalfonds
- 1999 bis 2001 Co-Präsident der Ethischen Kommission Beider Basel (EKBB)
- 2000 Franz-Volhard-Medaille der Deutschen Gesellschaft für Nephrologie (Hofburg Wien)
- 2003 Ehrenmitglied der Schweizerischen Transplantationsgesellschaft
- 2006 bis 2007 Mitglied der Subkommission Lebendspende solider Organe der Schweizerischen Akademie der Medizinischen Wissenschaft (SAMW)
- 2011 Award of Excellency, verliehen von der Schweizerischen Gesellschaft für Nephrologie und der Swiss Society of Transplantation